# Udinia bruncki
Udinia bruncki är en insektsart som beskrevs av Hanford 1974. Udinia bruncki ingår i släktet Udinia och familjen skålsköldlöss. Inga underarter finns listade i Catalogue of Life.